# Pectinaria maughanii
Pectinaria maughanii là một loài thực vật có hoa trong họ La bố ma. Loài này được (R.A. Dyer) Bruyns mô tả khoa học đầu tiên năm 1981.